# Days of Wine and Roses (cançó)
«Days of Wine and Roses» (en català: Dies de vi i roses) és una cançó de l'any 1962 amb música del compositor nord-americà Henry Mancini i lletra de Johnny Mercer, escrita per a la pel·lícula homònima, Dies de vi i roses. Fou guanyadora del premi Oscar a la millor cançó original aquell any. En la pel·lícula, la cançó està interpretada per Billy Eckstine.
La mateixa parella de compositor i lletrista (Mancini-Mercer) havien guanyat l'any anterior el mateix premi Oscar per la cançó "Moon River" de la pel·lícula Esmorzar amb diamants (Breakfast at Tiffany's).

## Altres versions
S'han fet moltes versions d'aquesta cançó: Andy Williams el 1963, Frank Sinatra, Perry Como, Shirley Bassey, Wes Montgomery, Tony Bennett o Ella Fitzgerald.
En la llista de les 100 cançons més representatives del cinema nord-americà realitzada pel American Film Institute va quedar en el lloc número 39. La cançó va arribar en el número 26 en la llista Billboard Hot 100.